# テレビ未来遺産
『テレビ未来遺産』（テレビみらいいさん）は、TBS系列で2013年4月から2016年1月にかけて、不定期放送した単発特別番組のシリーズ。

## 概要
「未来に語り継ぐべき大切なメッセージ」をテーマとしており、取り上げるジャンルは固定されていない。ゴールデンタイムやプライムタイムに放送されるが、曜日や時間帯は不定期となっている。特に「月曜ゴールデン」（月曜21・22時台）、「水トク!」（2013年度まで水曜19・20時台→2014年度から20・21時台）、および2013年度まで21・22時台に放送されていた「水曜プレミア」の各単発番組枠を利用して放送することが多いが、以上の単発枠は当番組を放送するときは休止扱いとなった。
『テレビ未来遺産』のオリジナル番組のほか、『生命38億年スペシャル 人間とは何だ』や『プロ野球戦力外通告・クビを宣告された男達』のスピンオフなど、以前から放送されている番組シリーズもあった。
ドキュメンタリーなどのノンフィクションが主であるが、事実を基に制作されたドラマも放送された。
キャッチコピーは「残しておきたい、「今」を見よう。」。

## 放送日程と放送時間
| タイトル                                                                                                | 放送時間                    |
| --- | --------------------------- |
| “いのちの輝きSP” 生命誕生ドキュメント 夫婦の葛藤と決断…私、どうしても産みたい!                          | 2013年4月29日 21:00 - 22:54 |
| “いのちの輝きSP” ヒューマンサイエンス 何が奇跡を呼んだのか 生きる力…真実の記録                          | 5月22日 19:00 - 22:54       |
| 家族のチカラが奇跡を呼ぶ スポーツ“夢”SP 第一部「プロ野球選手の妻たち」 / 第二部「スポーツ夢見るチカラ」 | 6月19日 19:00 - 22:54       |
| 奇跡の絶景ミステリー 地球46億年!大自然の神秘はこう創られた                                              | 7月17日 21:00 - 22:54       |
| “終戦”特別企画 報道ドラマ 生きろ 〜戦場に残した伝言〜                                                   | 8月7日 21:00 - 23:09        |
| 壮絶…なぜ私はやめたのか?伝説の引退SP あの選手の引退には世の中の記憶とは違う壮絶なドラマが隠されていた!  | 10月14日 21:00 - 22:54      |
| こうのとりのゆりかご 〜「赤ちゃんポスト」の6年間と救われた92の命の未来〜                                | 11月25日 21:00 - 22:54      |
| 逆境を乗り越えたあの人の 魂の言葉2013                                                                   | 12月11日 21:00 - 22:54      |
| 生命38億年スペシャル 最新脳科学ミステリー“人間とは何だ…!?”                                              | 2014年2月12日 19:00 - 22:54 |
| 緊急!池上彰と考える 巨大地震その時命を守るためにII                                                      | 2月27日 19:00 - 22:54       |
| 震災直後…生死を分ける72時間になすべきこと                                                               | 3月10日 21:00 - 22:54       |
| 緊急!池上彰と考える“借金大国ニッポン” 消費税8%…どうなる年金!医療!激論SP                                 | 4月9日 21:00 - 22:54        |
| 緊急!池上彰と考える“巨大噴火” 日本人へ…古代ローマからの警告                                             | 5月14日 19:58 - 22:54       |
| “いのちの輝きSP”出産&がん医療最前線 家族の決断…それでもあなたと行きたいから                             | 6月25日 19:00 - 22:54       |
| “終戦69年”ドラマ特別企画 遠い約束〜星になったこどもたち〜                                               | 8月25日 21:00 - 23:09       |
| 世界が驚く日本の職人                                                                                    | 10月15日 21:00 - 22:54      |
| ORANGE 〜1.17 命懸けで闘った消防士の魂の物語〜                                                          | 2015年1月19日 21:00 - 23:09 |
| 生命38億年スペシャル 最新脳科学ミステリー“人間とは何だ…!?”                                              | 2月11日 19:00 - 22:52       |
| 緊急!池上彰と考える 巨大地震その時命を守るためにIII                                                     | 2月25日 19:58 - 22:54       |
| 私たちはこんな難病と闘っています2015 涙と感動…10年の記録                                                | 4月1日 21:00 - 22:54        |
| 中村勘九郎の「親子のおはなし」                                                                          | 5月4日 21:00 - 22:54        |
| 地球絶景ミステリー!                                                                                     | 11月23日 20:00 - 22:54      |
| 緊急!池上彰と考える 今年の細菌・ウィルス大疑問                                                          | 2016年1月27日 20:00 - 22:54 |

## テーマ曲
- 「未来遺産」 千住明

## ネット局
| 放送対象地域   | 放送局                   | 系列    |
| -------------- | ------------------------ | ------- |
| 関東広域圏     | TBSテレビ (TBS)          | TBS系列 |
| 北海道         | 北海道放送 (HBC)         | TBS系列 |
| 青森県         | 青森テレビ (ATV)         | TBS系列 |
| 岩手県         | IBC岩手放送 (IBC)        | TBS系列 |
| 宮城県         | 東北放送 (TBC)           | TBS系列 |
| 山形県         | テレビユー山形 (TUY)     | TBS系列 |
| 福島県         | テレビユー福島 (TUF)     | TBS系列 |
| 山梨県         | テレビ山梨 (UTY)         | TBS系列 |
| 新潟県         | 新潟放送 (BSN)           | TBS系列 |
| 長野県         | 信越放送 (SBC)           | TBS系列 |
| 静岡県         | 静岡放送 (SBS)           | TBS系列 |
| 富山県         | チューリップテレビ (TUT) | TBS系列 |
| 石川県         | 北陸放送 (MRO)           | TBS系列 |
| 中京広域圏     | CBCテレビ (CBC)          | TBS系列 |
| 近畿広域圏     | 毎日放送 (MBS)           | TBS系列 |
| 鳥取県・島根県 | 山陰放送 (BSS)           | TBS系列 |
| 岡山県・香川県 | 山陽放送 (RSK)           | TBS系列 |
| 広島県         | 中国放送 (RCC)           | TBS系列 |
| 山口県         | テレビ山口 (tys)         | TBS系列 |
| 愛媛県         | あいテレビ (ITV)         | TBS系列 |
| 高知県         | テレビ高知 (KUTV)        | TBS系列 |
| 福岡県         | RKB毎日放送 (RKB)        | TBS系列 |
| 長崎県         | 長崎放送 (NBC)           | TBS系列 |
| 熊本県         | 熊本放送 (RKK)           | TBS系列 |
| 大分県         | 大分放送 (OBS)           | TBS系列 |
| 宮崎県         | 宮崎放送 (MRT)           | TBS系列 |
| 鹿児島県       | 南日本放送 (MBC)         | TBS系列 |
| 沖縄県         | 琉球放送 (RBC)           | TBS系列 |